# Listă de scriitori albanezi
Aceasta este o listă cu scriitori albanezi.

## A
- Dritëro Agolli (născut 1931-2017)
- Mimoza Ahmeti (născut 1963)
- Ylljet Aliçka (născut 1951)
- Fatos Arapi (născut 1930)
- Asdreni (1872–1947)

## B
- Frang Bardhi (1606–1643)
- Marin Barleti (1450/60–1512/13)
- Eqrem Basha (născut 1948)
- Mario Bellizzi (născut 1957)
- Pjetër Bogdani (1630–1689)
- Flora Brovina (născut 1949)
- Pjetër Budi (1566–1622)
- Gjon Buzuku

## C
- Martin Camaj (1925–1992)
- Nicola Chetta (1740?–1803)
- Selfixhe Ciu

## Ç
- Aleks Çaçi (1916–1989)

## D
- Gavril Dara (1826–1885)
- Adem Demaçi (născut 1936)
- Jeronim De Rada (1814–1903)
- Elvira Dones

## F
- Gjergj Fishta (1871–1940)
- Nezim Frakulla (1680–1760)
- Naim Frashëri (1846–1900)
- Sami Frashëri (1850–1904)

## G
- Julia Gjika[1] (născut 1949)
- Sabri Godo (1929–2011)
- Odhise Grillo (1932–2003)
- Luigj Gurakuqi (1879–1925)

## H
- Sinan Hasani (1922–2010)
- Ervin Hatibi (născut 1974)
- Shefki Hysa (născut 1957)

## I
- Vera Isaku (născut 1955)

## J
- Halil Jaçellari (1940–2009)
- Irhan Jubica (născut 1973)

## K
- Ismail Kadare
- Teodor Keko
- Jeton Kelmendi
- Irma Kurti
- Hasan Zyko Kamberi
- Jolanda Kodra
- Musine Kokalari
- Vedat Kokona
- Aristidh Kola
- Ernest Koliqi
- Fatos Kongoli
- Faik Konitza
- Mitrush Kuteli

## L
- Teodor Laço
- Natasha Lako
- Fatos Lubonja

## Ll
- Luljeta Lleshanaku

## M
- Sejfulla Malëshova
- Petro Marko
- Mark Marku
- Lekë Matrënga
- Din Mehmeti
- Esad Mekuli
- Migjeni - Millosh Gjergj Nikolla
- Ndre Mjeda
- Besnik Mustafaj
- Gjon Muzaka

## N
- Fan Noli

## P
- Ludmilla Pajo
- Ali Podrimja
- Stavri Pone
- Lasgush Poradeci
- Iljaz Prokshi

## Q
- Thanas Qerama (1945-2004)[2]
- Rexhep Qosja

## S
- Zef Serembe
- Sterjo Spasse
- Haki Stërmilli
- Iliriana Sulkuqi[3]

## Sh
- Sokol Shameti
- Bashkim Shehu
- Filip Shiroka

## T
- Kasëm Trebeshina

## U
- Vorea Ujko
- Hajro Ulqinaku

## V
- Giulio Variboba (1725–1788)
- Pashko Vasa (1825–1892)

## X
- Jakov Xoxa (1923–1979)
- Bilal Xhaferri (1935-1986)

## Z
- Gjergj Zheji (1926–2010)